# ياكوب خليبون
ياكوب خليبون (بالتشيكية: Jakub Chleboun)‏ (24 مارس 1985 في التشيك - ) هو لاعب كرة قدم تشيكي في مركز الدفاع. شارك مع منتخب التشيك تحت 19 سنة لكرة القدم. أما مع النوادي، فقد لعب مع سلافيا براغ ونادي إيرتيش بافلودار ونادي هراتس كرالوفه وSC Xaverov ‏ وFC Akzhayik ‏.

## وصلات خارجية
- ياكوب خليبون على موقع الاتحاد الأوربي (الإنجليزية)
- ياكوب خليبون على موقع قاعدة بيانات كرة القدم.إي يو (الإنجليزية)
- ياكوب خليبون على موقع Soccerway.com (الإنجليزية)
- ياكوب خليبون على موقع عالم كرة القدم.نت (الإنجليزية)